# Сісера
Сісера — воєначальник війська ханаанського царя Явіна, персонаж книги Суддів.

## Біблійна історія
У часи суддів Ізраїля і пророчиці Девори ханаанський цар Явін, який правив у той час у Хацорі, загрожував племенам Ізраїлю.  Пророчиця Девора  передала іншому судді Ізраїля Бараку, синові Авіноама, який жив у Кедеш Нафталі, наказ від імені Бога зібрати чоловіків з колін Нафталі і Завулона і рушити з ними до гори Фавор. До гори  з'явилася Девора і Барак із військом. Біля потоку Кішон ізраїльське військо зустрілося з військом полководцем царя Явіна — Сісери. Об'єднані ідеєю народного визволення і підбадьорені щасливими пророцтвами Девори і її особистою присутністю на полі битви, ізраїльтяни поблизу Мегіддо вщент розгромили Сісеру, якому не допомогли навіть його численні залізні колісниці. 
Самого Сісеру вбила Яїл (Яель) з кенійського племені (здавна дружнього з ізраїльтянами) у наметі, коли він втікав з поля бою, справдивши пророцтво Девори:

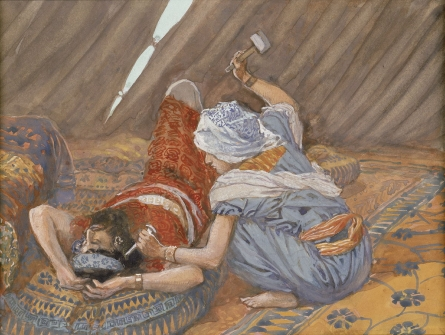
«Яїл вбиває Сісеру» (Джеймс Тіссо).

Асаф згадує Сісеру у Псалмі 83(82) серед ворогів вибраного народу.